# Обратный осмос

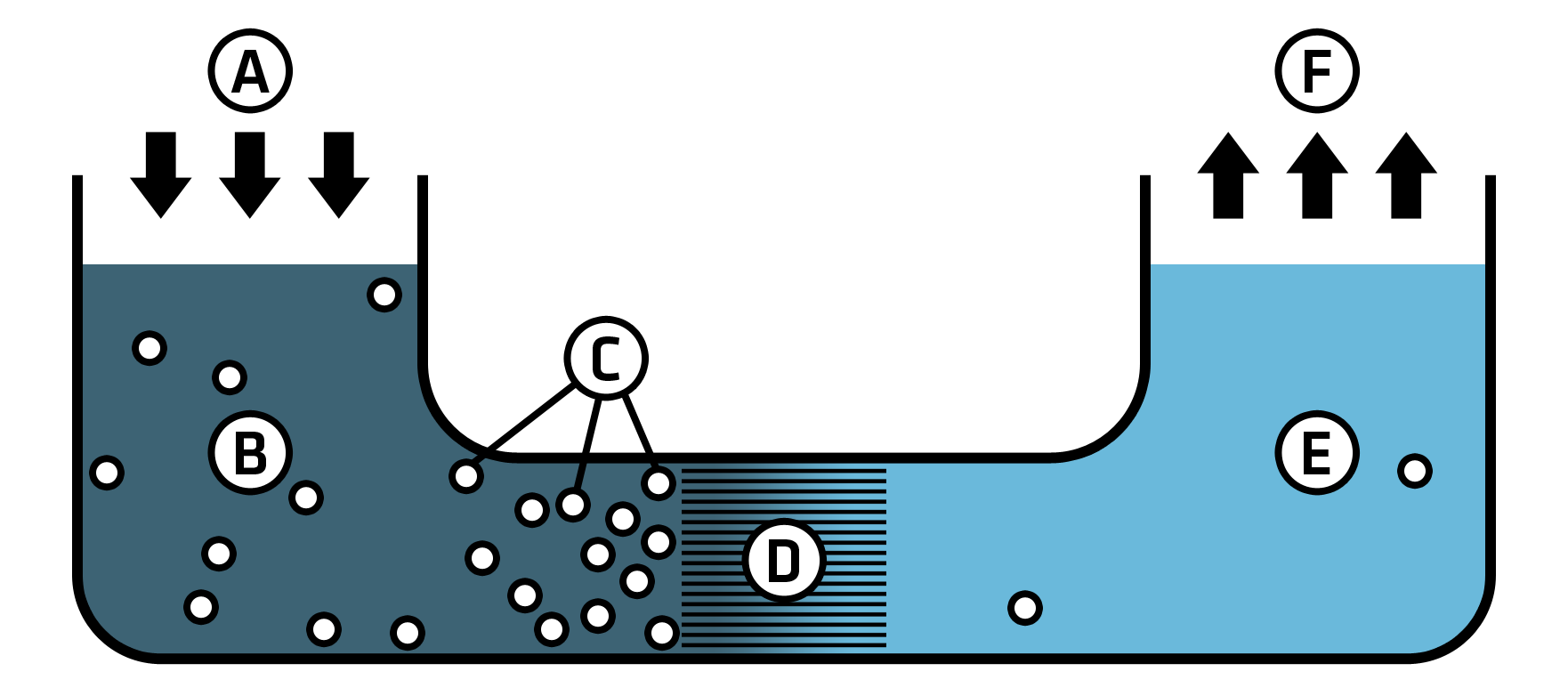
Схема процесса обратного осмоса.
A: Входящий поток под давлением,
B: Неочищенная вода,
С: Растворённые примеси,
D: Полупроницаемая мембрана,
E: Очищенная вода,
F: Выходящий поток

Обратный осмос — процесс, в котором при определённом давлении растворитель (обычно вода) проходит через полупроницаемую мембрану из более концентрированного в менее концентрированный раствор, то есть в обратном для осмоса направлении. При этом мембрана пропускает растворитель, но не пропускает некоторые растворённые в нём вещества.
Обратный осмос используют с 1970-х годов при очистке воды, получении питьевой воды из морской воды, получении особо чистой воды для медицины, промышленности и других нужд. С помощью обратного осмоса также можно производить концентраты соков без нагрева.

## Применение

### Очистка и подготовка воды
Обратный осмос относится к наиболее перспективным и широко применяемым методам очистки и подготовки воды. Установка обратного осмоса способна удалять из воды частицы с размерами 0,001-0,0001 мкм. В этот диапазон попадают соли жёсткости, сульфаты, нитраты, ионы натрия, малые молекулы, красители. Для более эффективной работы рекомендуется применение предварительных ступеней очистки (механическая очистка и микро-, ультра- или нанофильтрация), удаляющих более крупные частицы.

### Опреснение морской воды

Схема установки опреснения на основе обратного осмоса.
1: Приток морской воды,
2: Поток пресной воды (40 %),
3: Поток солёного концентрата (60 %),
4: Поток морской воды (60 %),
5: Концентрат (слив),
A: Насос высокого давления,
B: Циркуляционный насос,
C: Осмотический модуль с мембраной,
D: Устройство обмена давлением

Для получения пресной воды из морской требуется давление, превышающее создаваемое морской водой осмотическое давление. Эта величина достаточно высока — существующие установки развивают давление в 10—12 атм.
В системах очистки воды обычно используются синтетические полупроницаемые мембраны. Мембрана задерживает высокомолекулярные загрязнители, но пропускает низкомолекулярные вещества, например, такие газы, как кислород, хлор, углекислый газ и пр. Некоторые газы могут определять вкус воды. Очищенная вода может иметь слабокислую реакцию (pH < 7) из-за наличия растворённого углекислого газа.
Практически полная очистка воды от всех примесей лишает её важных микроэлементов (если они в ней были до опреснения). Поэтому добавление необходимых солей в опреснённую воду — следующий шаг в производстве качественной питьевой воды. Вода же для технических нужд, например, для полива и мойки, может быть сразу получена на более простых и дешёвых мембранах удалением лишь 95 % солей.
В отличие от перегонки, в процессе обратного осмоса вода практически не нагревается, энергия тратится только на работу насоса, который не только перекачивает воду (малая доля энергозатрат), но и преодолевает высокое осмотическое давление (основные энергозатраты).

### Очистка сточных вод
Технология очистки сточных вод с применением обратного осмоса принципиально изменилась — на последней стадии просто «отжимают» чистую воду от солей. Лидером технологий на 2012 год является Сингапур, там запущена система NEWater. Сточные воды города после очистки возвращаются в оборот как питьевая вода, которая получила более высокую оценку от ВОЗ и USEPA, чем другие источники воды в Сингапуре.
Практически все современные морские суда, нуждающиеся в больших объёмах пресной воды, которые нерационально и просто невозможно брать на борт, имеют опреснительные установки. Например, круизные лайнеры имеют на борту тысячи пассажиров, несколько бассейнов и производят огромное количество сточных вод. Установки на основе обратного осмоса на борту и опресняют воду, и очищают стоки. На некоторых судах сточные воды направляются на вторичное использование.

### Пищевая промышленность
Обратный осмос — более экономичный процесс для повышения концентраций пищевых жидкостей, например, фруктовых соков, чем термические процессы. Преимущество заключаются в низкой стоимости эксплуатации и возможности избежать термической обработки, что делает процесс пригодным для термочувствительных веществ, таких как белки и ферменты в большинстве пищевых продуктов.
Обратный осмос широко используется в молочной промышленности для производства порошков сывороточного белка и для концентрации молока — уменьшаются транспортные расходы.

### Медицина
Главной особенностью фильтров, в которых используется технология обратного осмоса, является практически полная стерилизация воды. Через фильтр проходит молекула воды (размер 0,3 нм), но не проходит большая часть химических примесей и включений биологического происхождения, в частности микроорганизмов и вирусов (размеры от 20 до 500 нм). Например, фильтр может задержать бактерии холеры или вирусы гепатита.

#### Влияние на здоровье человека воды, подготовленной с использованием технологии обратного осмоса
Достоинства и недостатки результата подготовки питьевой воды при помощи технологии обратного осмоса определяются особенностями технологии и целями фильтрации, которые зависят в первую очередь от изначального качества воды.
Свойство практически полностью очищать воду от всех примесей трактуется и как достоинство, и как недостаток. Единого мнения на этот счет нет. Сторонники первого подхода считают, что вода выполняет в организме только функцию растворителя, поэтому должна быть максимально чистой. Другие же полагают, что в воде в обязательном порядке должны быть микроэлементы.

## Техническая реализация

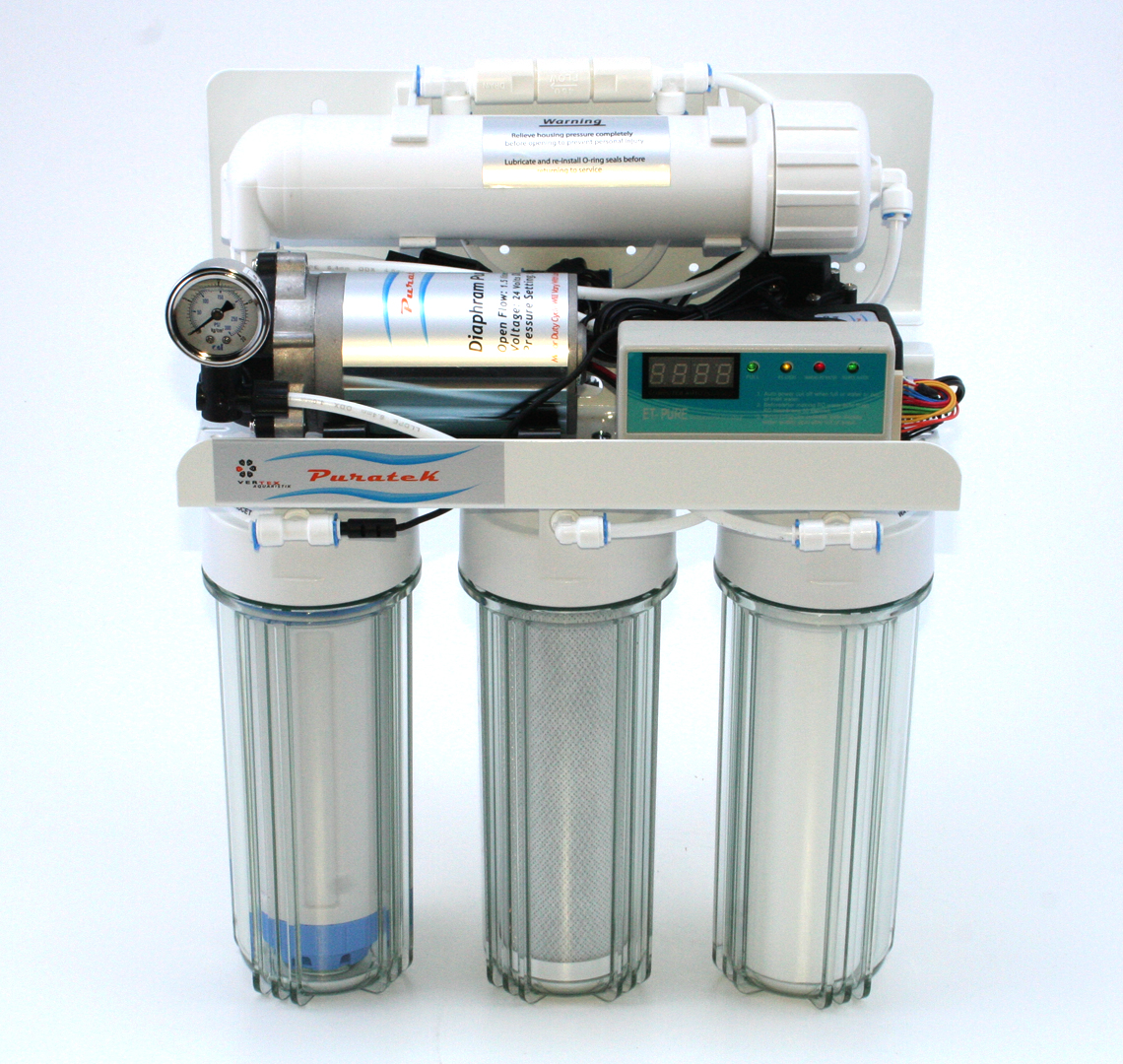
Бытовая система обратного осмоса

Промышленная установка обратного осмоса включает обычно следующее оборудование: фильтр тонкой очистки воды, система реагентной подготовки, насос высокого давления, блок фильтрующих модулей, датчики и приборы управления.
Основной элемент установки обратного осмоса — полупроницаемая обратноосмотическая мембрана, помещённая в корпус. В неё поступает исходная вода, а отводится два потока — очищенная и обессоленная, которая называется пермеатом, и вода с концентрированными примесями, называемая концентратом, которая сливается.  Продавливание воды через мембрану ведётся при высоком давлении, которое создает насос, обычно центробежный многоступенчатый или роторный. Для замедления образования нежелательных отложений на мембранах применяется дозирование ингибитора осадкообразования. Для снятия осадков с поверхности мембран используется система химпромывки. Для контроля качества очистки и pH — проточные измерители солесодержания и рН-метры. Для контроля расхода пермеата и концентрата — проточные расходомеры. Управление системой обратного осмоса можно осуществлять в полуавтоматическом и автоматическом режиме. Проверить качество работы обратноосмотической мембраны можно TDS-метром.
Примером бытовой очистки воды мембраной обратного осмоса может служить фильтр, имеющий 3 картриджа — грубой (механической) очистки, мембрану обратного осмоса, фильтр угольный. Такие фильтры получили широкое применение в Америке, Европе и Азии. Интересны также последние модели компактных фильтров обратного осмоса, имеющих ряд нововведений, а именно, автоматический клапан отключения воды при обнаружении утечек, насос, сменные фильтры с быстроразъёмными фитингами.
Применение бытовых установок обратного осмоса в городах с централизованной системой водоснабжения неоправданна, несмотря на то, что она сопровождается навязчивой рекламой, вода в городах обычно соответствует всем санитарным требованиям в питьевой воде и может иметь небольшое превышение по железу из-за коррозии металических труб, это превышение нейтрализуется самыми недорогими фильтрами и регулярной их сменой. Основным назначением бытового осмоса является очистка воды из артезианских скважин, при этом у него низкая эффективность по фильтрации бора, очищенную воду желательно регулярно сдавать на анализ в лабораторию санитарно-эпидемиологической службы.
(Около 70% прогоняемой воды через систему сливается в дренаж, что не является экономичным, но требуется для очищения фильтра).
Никакая установка обратного осмоса не может сколь-нибудь длительно очищать воду с близкой к теоретическому пределу (растворимости) концентрацией солей, а именно, в практическом плане, это прежде всего соли жёсткости в артезианских водах. Это следует из принципа работы, так как не получив ещё более концентрированный отход, не получить и очищенной воды. При невозможности дальнейшего концентрирования отхода, излишек солей остаётся на мембране в твёрдом виде и быстро выводит её из строя. В таких случаях должна использоваться предварительная ионообменная очистка (но необходим регулярный отбор проб после неё либо учёт расхода, чтобы не допустить истощения инообменной смолы) или иные методы. При исходной концентрации солей 90...95% от предельной, установка объёма сливаемого отхода заведомо более, соответственно, 10...20 раз от полученной чистой воды, может временно решить проблему.